# Kleber Koike Erbst
Kleber Koike Erbst (ur. 16 października 1989 w São Paulo) – japoński zawodnik mieszanych sztuk walki (MMA), pochodzenia brazylijskiego. Były międzynarodowy mistrz KSW w wadze piórkowej z 2017. Aktualnie walczy w Rizin FF, w której był mistrzem w latach 2022-2023 oraz 2024-2025.

## Życiorys
Urodzony w São Paulo w Brazylii, od ojca Japończyka i matki Brazylijki. Mieszkał w Brazylii, w wieku nastoletnim, dopóki kłopoty finansowe nie skłoniły jego rodziców do przeprowadzki do Japonii. Początkowo przebywał w Brazylii u krewnych, ale w wieku 14 lat dołączył do nich w Japonii. Początkowo zamierzał pomóc swoim rodzicom i wrócić do Brazylii, ale gdy poznał i zaczął trenować jiu-jitsu, postanowił zostać w Japonii. Kiedy kryzys finansowy dotknął Japonię, jego rodzice zdecydowali się na powrót do Brazylii, pozostawiając 18-letniego Erbsta, który chciał zostać. Aby sfinansować swoją karierę, pracował dorywczo, na przykład na budowie.

## Kariera MMA
Zawodnik klubu Bonsai Jiu-jitsu. Jego ulubioną techniką jest duszenie trójkątne. Posiada czarny pas brazylijskiego jiu-jitsu z miasta Iwata. W latach 2008–2014 walczył głównie na japońskich galach Deep i Rings, pokonując w tym czasie m.in. byłego mistrza Shooto Hideki Kadowaka.

### KSW i Rebel FC
Na gali KSW 30: Genesis pokonał Anzora Ażyjewa przez duszenie trójkątne nogami w 1. rundzie.
Po udanym debiucie dla federacji KSW wziął udział w turnieju wagi piórkowej organizowanym przez chińską federację Rebel FC, który wygrał i został mistrzem pokonując w finale Amerykanina Miguela Torresa.
Na gali KSW 33: Materla vs. Khalidov, która odbyła się 28 listopada 2015 stoczył pojedynek z Arturem Sowińskim o inauguracyjne mistrzostwo KSW w wadze piórkowej, ostatecznie przegrywając decyzją sędziów.
27 maja 2017 na gali KSW 39: Colosseum, która odbyła się na Stadionie Narodowym pokonał ówczesnego mistrza wagi piórkowej Marcina Wrzoska jednogłośnie na punkty, odbierając mu tym samym pas.
W pierwszej obronie tytułu miał zmierzyć się przeciwko Arturowi Sowińskiemu na KSW 41: Mańkowski vs. Soldić 23 grudnia 2017. Został jednak pozbawiony pasa po tym jak nie zrobił wagi, co oznaczało, że tylko Sowiński mógł ubiegać się o ten tytuł. Erbst wygrał walkę przez duszenie zza pleców w trzeciej rundzie.
Na KSW 44: The Game miało dojść do jego pojedynku rewanżowego z Marcinem Wrzoskiem o wakujący tytuł wagi piórkowej 9 czerwca 2018, jednak Wrzosek doznał jednak naderwania mięśnia piersiowego i musiał zrezygnować z rewanżu. W rezultacie stoczył walkę z Marianem Ziółkowskim w limicie umownym do 68 kg i wygrał walkę przez poddanie w pierwszej rundzie.
1 grudnia 2018 na gali KSW 46: Narkun vs. Khalidov 2 zmierzył się z Mateuszem Gamrotem. Przegrał walkę przez jednogłośną decyzję.
W czerwcu 2019 roku, jeden z właścicieli KSW, Martin Lewandowski poinformował w wywiadzie dla portalu naszemma.pl, że Erbst nie przedłużył kontraktu z KSW.

### Rizin FF
Po zwycięstwie w pierwszej rundzie przez poddanie na ONE Japan Series przeciwko Akiyo Nishiura, zadebiutował w Rizin 31 grudnia 2020 podczas Rizin 26, przeciwko Kyle Aguon. Wygrał walkę przez duszenie brabo w pierwszej rundzie.
W drugiej walce w tej organizacji zmierzył się z Kazumasą Majimą na Rizin 27 w dniu 21 marca 2021. Wygrał przez duszenie trójkątne w drugiej rundzie.
Na gali Rizin 28 zmierzył się z Mikuru Asakurą. Wygrał walkę dusząc rywala do nieprzytomności przez duszenie trójkątne.
23 lutego 2022 stoczył walkę z byłym zawodnikiem UFC – Ulką Sasakim. Po problemach w pierwszej rundzie, w której został naruszony, poddał swojego rywala w drugiej odsłonie pojedynku.
W walce wieczoru gali Rizin Landmark vol. 3 podjął Kyoheia Hagiwarę. Pojedynek ten zakontraktowano w limicie umownym do 68 kg. Po mniej niż dwóch minutach walki skutecznie poddał rywala duszeniem zza pleców.
23 października 2022 podczas gali Rizin 39 odebrał Juntarou'owi Ushiku pas mistrzowski federacji Rizin FF w wadze piórkowej.
Podczas sylwestrowej gali Rizin 40 w tokijskiej Saitama Super Arena podjął podwójnego mistrza Bellator MMA, Patricio Freire. Pojedynek ten był jedną z walk wchodzących w skład specjalnego meczu MMA między organizacjami Bellator MMA i Rizin FF. Przegrał jednogłośną  decyzją sędziów.
24 czerwca 2023 na Rizin 43 miał przystąpić do pierwszej obrony mistrzowskiego pasa, w walce z Chihiro Suzukim. Podczas ważenia Erbst ważył 145,88 funta, 0,88 funta powyżej limitu tytułu dywizji. W rezultacie został oficjalnie pozbawiony mistrzowskiego pasa i tylko Suzuki mógł zdobyć tytuł. Erbst zwyciężył walkę poddając rywala dźwignią prostą na staw łokciowy, jednak pojedynek ten został uznany jako nieodbyty (no contest), przez wcześniejsze niezrobienie limitu wagowego. 
Równo trzy miesiące później w głównym wydarzeniu Rizin 44 niespodziewanie przegrał z 40-letnim weteranem, Masanorim Kaneharą. Wszyscy trzej sędziowie jednogłośnie orzekli zwycięstwo Kanehara.  
Jeszcze w ostatnim dniu roku 2023 powrócił na tor zwycięstw, poddając do nieprzytomności duszeniem brabo Yutakę Saito podczas gali Rizin 45. 
W pierwszej walce w 2024 roku, którą odbył 9 czerwca na gali Rizin 47 w Tokio, poddał odwrotną dźwignią na staw skokowy Juana Archuletę. 
Podczas sylwestrowej gali Rizin 49: Decade w Saitama Super Arenie, zawalczył o mistrzowski pas w rewanżu z Chihiro Suzukim. Erbst pokonał rywala jednogłośnie na kartach punktowych, tym samym stając się ponownie mistrzem Rizin FF w wadze piórkowej.  
Do pierwszej obrony mistrzowskiego pasa przystąpił 4 maja 2025 na gali Rizin: Otoko Matsuri. Jego rywalem był niepokonany reprezentant Kirgistanu, Razhabali Shaydullaev. Erbst już w pierwszej minucie został znokautowany, tracąc ponownie tytuł Rizin FF w wadze piórkowej.  
27 lipca 2025 podczas gali Super Rizin 4 w Saitamie doszło do jego rewanżu z Mikuru Asakurą. Tym razem Erbst musiał uznać wyższość rywala, przegrywając niejednogłośnie na kartach punktowych.  

## Osiągnięcia

### Mieszane sztuki walki
- Rebel FC
  - 2015: zwycięzca turnieju Rebel FC w wadze piórkowej[47]
  - 2015-2016: mistrz Rebel FC w wadze piórkowej[47]
- Konfrontacja Sztuk Walki
  - 2017: międzynarodowy mistrz KSW w wadze piórkowej[13]
  - Bonus za poddanie wieczoru (trzy razy) vs. Anzor Ażyjew (2015)[48],  Leszek Krakowski (2016)[49], Marian Ziółkowski (2018)[50]
  - Bonus za walkę wieczoru (jeden raz) vs. Artur Sowiński (2015)[51]
- Rizin Fighting Federation
  - 2022-2023: Mistrz Rizin FF w wadze piórkowej[3]
  - 2024-2025: Mistrz Rizin FF w wadze piórkowej[43]

## Lista zawodowych walk w MMA
| Wynik     | Bilans     | Przeciwnik (bilans przed walką) | Rozstrzygnięcie                                       | Runda | Czas | Rozgrywki                            | Data       | Miejsce       | Uwagi |
| --------- | ---------- | ------------------------------- | ----------------------------------------------------- | ----- | ---- | ------------------------------------ | ---------- | ------------- | --- |
| Przegrana | 34-9-1 (1) | Mikuru Asakura (18-5)           | Decyzja (niejednogłośna)                              | 3     | 5:00 | Super Rizin 4                        | 27.07.2025 | Saitama       | |
| Przegrana | 34-8-1 (1) | Razhabali Shaydullaev (12-0)    | KO (ciosy pięściami)                                  | 1     | 1:02 | Rizin: Otoko Matsuri                 | 04.05.2025 | Tokio         | Stracił pas mistrzowski Rizin FF w wadze piórkowej. Main Event. |
| Wygrana   | 34-7-1 (1) | Chihiro Suzuki (13-3. 1 NC)     | Decyzja (jednogłośna)                                 | 3     | 5:00 | Rizin 49: Decade                     | 31.12.2024 | Saitama       | Zdobył pas mistrzowski Rizin FF w wadze piórkowej. Main Event |
| Wygrana   | 33-7-1 (1) | Juan Archuleta (29-5)           | Poddanie (odwrotna dźwignia skrętowa na staw skokowy) | 1     | 2:25 | Rizin 47                             | 09.06.2024 | Tokio         | Co-Main Event |
| Wygrana   | 32-7-1 (1) | Yutaka Saito (21-7-2)           | Techniczne poddanie (duszenie brabo)                  | 3     | 1:22 | Rizin 45                             | 31.12.2023 | Saitama       | |
| Przegrana | 31-7-1 (1) | Masanori Kanehara (30-14-5)     | Decyzja (jednogłośna)                                 | 3     | 5:00 | Rizin 44                             | 24.09.2023 | Saitama       | Main Event |
| Nieodbyta | 31-6-1 (1) | Chihiro Suzuki (10-3)           | No contest (niezrobiona waga przez Erbsta)            | 1     | 2:59 | Rizin 43                             | 24.06.2023 | Sapporo       | Erbst przekroczył limit wagowy o 400 g przed walką w obronie pasa mistrzowskiego Rizin FF w wadze piórkowej, w związku z czym tytuł mógł zdobyć tylko Suzuki. W przypadku zwycięstwa Erbsta pojedynek został uznany jako nieodbyty, mimo że zwyciężył on techniką – Poddanie (dźwignia prosta na staw łokciowy). Main Event |
| Przegrana | 31-6-1     | Patrício Freire (34-5)          | Decyzja (jednogłośna)                                 | 3     | 5:00 | Rizin 40: Bellator MMA vs. RIZIN FF  | 31.12.2022 | Saitama       | Specjalny mecz MMA między organizacjami Bellator MMA i Rizin FF. Co-Main Event |
| Wygrana   | 31-5-1     | Juntarou Ushiku (22-8-1)        | Poddanie (duszenie trójkątne nogami)                  | 2     | 1:29 | Rizin 39                             | 23.10.2022 | Fukuoka       | Zdobył pas mistrzowski Rizin FF w wadze piórkowej. Main Event |
| Wygrana   | 30-5-1     | Kyohei Hagiwara (6-5)           | Poddanie (duszenie zza pleców)                        | 1     | 1:37 | Rizin Landmark vol. 3                | 05.05.2022 | Tokio         | Limit umowny -68 kg. Main Event |
| Wygrana   | 29-5-1     | Ulka Sasaki (23-9-2)            | Poddanie (duszenie zza pleców)                        | 2     | 3:22 | Rizin TRIGGER 2nd                    | 23.02.2022 | Shizuoka      | Main Event |
| Wygrana   | 28-5-1     | Mikuru Asakura (14-2)           | Technicznie poddanie (duszenie trójkątne)             | 2     | 1:49 | Rizin 28                             | 13.06.2021 | Tokio         | Main Event |
| Wygrana   | 27-5-1     | Kazumasa Majima (14-2)          | Poddanie (duszenie trójkątne rękoma)                  | 2     | 3:02 | Rizin 27                             | 21.03.2021 | Nagoya        | |
| Wygrana   | 26-5-1     | Kyle Aguon (13-9)               | Technicznie poddanie (duszenie brabo)                 | 1     | 4:22 | Rizin 26                             | 31.12.2020 | Saitama       | Debiut w Rizin FF. |
| Wygrana   | 25-5-1     | Akiyo Nishiura (14-8-1)         | Poddanie (duszenie brabo)                             | 1     | 2:26 | ONE Japan Series: Road to Century    | 01.09.2019 | Tokio         | Main Event |
| Przegrana | 24-5-1     | Mateusz Gamrot (14-0)           | Decyzja (jednogłośna)                                 | 5     | 5:00 | KSW 46: Narkun vs. Khalidov 2        | 01.12.2018 | Gliwice       | Walka o pas mistrzowski KSW w wadze piórkowej. |
| Wygrana   | 24-4-1     | Marian Ziółkowski (19-6-1)      | Poddanie (dźwignia prosta na staw łokciowy)           | 1     | 3:34 | KSW 44: The Game                     | 09.06.2018 | Gdańsk/ Sopot | Limit umowny -68 kg. Bonus za poddanie wieczoru. |
| Wygrana   | 23-4-1     | Artur Sowiński (18-8)           | Poddanie (duszenie zza pleców)                        | 3     | 3:56 | KSW 41: Mańkowski vs. Soldić         | 23.12.2017 | Katowice      | W związku z niezrobieniem wagi przez Erbsta federacja KSW podjęła decyzję o odebraniu mu pasa mistrzowskiego. |
| Wygrana   | 22-4-1     | Marcin Wrzosek (12-3)           | Decyzja (jednogłośna)                                 | 3     | 5:00 | KSW 39: Colosseum                    | 27.05.2017 | Warszawa      | Zdobył pas mistrzowski KSW w wadze piórkowej. |
| Wygrana   | 21-4-1     | Leszek Krakowski (11-0)         | Poddanie (duszenie trójkątne nogami)                  | 1     | 4:24 | KSW 36: Trzy Korony                  | 01.10.2016 | Zielona Góra  | Bonus za poddanie wieczoru. |
| Wygrana   | 20-4-1     | George Hickman (8-2)            | Poddanie (duszenie trójkątne rękoma)                  | 3     | 4:35 | Rebel FC 4 – Battle Royale Ascension | 25.06.2016 | Qingdao       | Obronił pas mistrzowski Rebel FC w wadze piórkowej. |
| Wygrana   | 19-4-1     | Yusuke Yachi (14-5)             | Poddanie (duszenie zza pleców)                        | 3     | 0:37 | Pancrase 277                         | 24.04.2016 | Tokio         | |
| Przegrana | 18-4-1     | Artur Sowiński (15-7)           | Decyzja (jednogłośna)                                 | 3     | 5:00 | KSW 33: Materla vs. Khalidov         | 28.11.2015 | Kraków        | Pojedynek o pas mistrzowski KSW w wadze piórkowej. Bonus za walkę wieczoru. |
| Wygrana   | 18-3-1     | Miguel Torres (43-8)            | Poddanie (duszenie brabo)                             | 2     | 4:40 | Rebel FC 3 – The Promised Ones       | 27.06.2015 | Qingdao       | Wygrał finał turnieju wagi piórkowej. Zdobył pas mistrzowski Rebel FC w wadze piórkowej. |
| Wygrana   | 17-3-1     | Takahiro Ashida (13-5-2)        | Poddanie (duszenie trójkątne)                         | 1     | 3:06 | Rebel FC 3 – The Promised Ones       | 27.06.2015 | Qingdao       | Półfinał turnieju Rebel FC w wadze piórkowej. |
| Wygrana   | 16-3-1     | Anzor Ażyjew (5-1)              | Poddanie (duszenie trójkątne nogami)                  | 1     | 3:16 | KSW 30: Genesis                      | 21.02.2015 | Poznań        | Debiut w KSW. Bonus za poddanie wieczoru. |
| Wygrana   | 15-3-1     | Katsuyoshi Beppu (10-5-2)       | Poddanie (duszenie trójkątne)                         | 3     | 1:29 | Deep – Hamamatsu Impact 2014         | 14.09.2014 | Hamamatsu     | |
| Wygrana   | 14-3-1     | Hideki Kadowaki (14-14-3)       | Poddanie (dźwignia na staw łokciowy)                  | 1     | 4:21 | Deep – Cage Impact 2013              | 24.11.2013 | Tokio         | Powrót do wagi piórkowej. |
| Wygrana   | 13-3-1     | Yutaka Ueda (8-4-1)             | TKO (ciosy pięściami)                                 | 2     | 2:18 | Deep – Cage Impact 2013 in Hamamatsu | 15.09.2013 | Hamamatsu     | |
| Wygrana   | 12-3-1     | Liu Sicong (0-1)                | Poddanie (duszenie trójkątne)                         | 1     | 2:19 | Real Fight MMA Championship 2        | 11.05.2013 | Zhengzhou     | |
| Wygrana   | 11-3-1     | Albert Cheng (2-1)              | Poddanie (duszenie trójkątne)                         | 1     | 4:00 | Real Fight MMA Championship 1        | 01.12.2012 | Zhengzhou     | |
| Wygrana   | 10-3-1     | Teppei Hori (0-3)               | Poddanie (duszenie trójkątne)                         | 1     | 2:40 | Rings – Vol. 2: Conquisito           | 23.09.2012 | Tokio         | |
| Wygrana   | 9-3-1      | Atsushi Ueda (12-5-4)           | Poddanie (balacha)                                    | 3     | 3:07 | Zst – Battle Hazard 6                | 16.07.2012 | Tokio         | Debiut w wadze lekkiej. |
| Wygrana   | 8-3-1      | Yoshifumi Dogaki (3-11-5)       | Poddanie (balacha)                                    | 1     | 4:06 | Heat 23                              | 23.06.2012 | Kobe          | |
| Wygrana   | 7-3-1      | Hidenobu Koike (11-11-6)        | Poddanie (duszenie trójkątne)                         | 1     | 2:16 | Deep – Cage Impact 2011 in Hamamatsu | 18.09.2011 | Hamamatsu     | |
| Wygrana   | 6-3-1      | Shinichiro Tanaka (3-6-3)       | Poddanie (duszenie trójkątne)                         | 1     | 3:18 | Deep – Shizuoka Impact 2011          | 06.02.2011 | Shizuoka      | |
| Wygrana   | 5-3-1      | Yusuke Hoshiko (8-5-3)          | Decyzja (jednogłośna)                                 | 3     | 5:00 | Heat 16                              | 06.11.2010 | Osaka         | |
| Remis     | 4-3-1      | Mitsuru Yamaguchi (1-2)         | Remis (większościowy)                                 | 2     | 5:00 | Deep – Cage Impact 2010 in Hamamatsu | 19.09.2010 | Hamamatsu     | |
| Przegrana | 4-3        | Toshiaki Kitada (10-4-2)        | Poddanie (balacha)                                    | 2     | 0:56 | Deep – 44 Impact                     | 10.10.2009 | Tokio         | |
| Wygrana   | 4-2        | Takashi Fujii (2-1)             | KO (wysokie kopnięcie na głowę)                       | 1     | 2:40 | Deep – Hamamatsu Impact              | 27.09.2009 | Hamamatsu     | |
| Przegrana | 3-2        | Yoshirō Maeda (24-7-2)          | Dyskwalifikacja (cios poniżej pasa)                   | 1     | 4:00 | Deep – Osaka Impact                  | 30.08.2009 | Osaka         | |
| Przegrana | 3-1        | Toshikazu Iseno (6-5-2)         | Decyzja (jednogłośna)                                 | 2     | 5:00 | Deep – 42 Impact                     | 30.06.2009 | Tokio         | Walka w wadze półśredniej. |
| Wygrana   | 3-0        | Yasutomo Katsuki (3-0-1)        | Poddanie (dźwignia na staw łokciowy)                  | 1     | 3:28 | Heat – New Age Cup 1                 | 08.02.2009 | Nagoya        | |
| Wygrana   | 2-0        | Keizo Sakuragi (1-0)            | Poddanie (dźwignia na staw łokciowy)                  | 2     | 2:39 | Heat – New Age Cup 1                 | 08.02.2009 | Nagoya        | |
| Wygrana   | 1-0        | Masaki Wada (0-0)               | Poddanie (dźwignia na staw łokciowy)                  | 1     | 1:11 | Deep – clubDeep Hamamatsu            | 28.08.2008 | Hamamatsu     | Debiut w wadze piórkowej. |